# Astras huvudkontor
Astras huvudkontor är en kontorsbyggnad i Snäckviken i Södertälje, som invigdes 1994 och fram till 1999 var huvudkontor för Astra AB.  Efter Astras fusion med Zeneca 1999 var byggnaden under några år officiellt högkvarter för Astra Zenecas forskning.
Byggnaden består av två delvis sammanbyggda huskroppar i kvarteret Kitteln, före detta Södertelge Bryggeris byggnad från omkring 1900 vid Storgatan samt en nybyggnad vid Södertälje kanal. Byggnadsprojektet leddes arkitektfirman Brunnberg & Forshed arkitektkontor. Astras huvudkontor tog över titeln som Sveriges dyraste kontorsbyggnad från SAS koncernbyggnad vid Frösundavik. De höga kostnaderna berodde till en viss del på renoveringen av det nedgångna bryggeriet som stått och förfallit under många år, men framförallt på den höga nivån av materialval och teknisk utrustning i hela byggnaden. Arbetet översågs personligen av Astras VD Håkan Mogren. 
Bryggeriet omfattar 6 500 m2 och den nya delen är på 7 000 m2. Till detta kommer ett underjordiskt garage på 4 000 m2. Byggnaden anges för internpost som byggnad 411. Bygget är pålat till 70 meters djup. Det tidigare huvudkontoret från mitten av 1950-talet, beläget vid korsningen mellan Kvarnbergagatan och Strängnäsvägen, kallas byggnad 401.

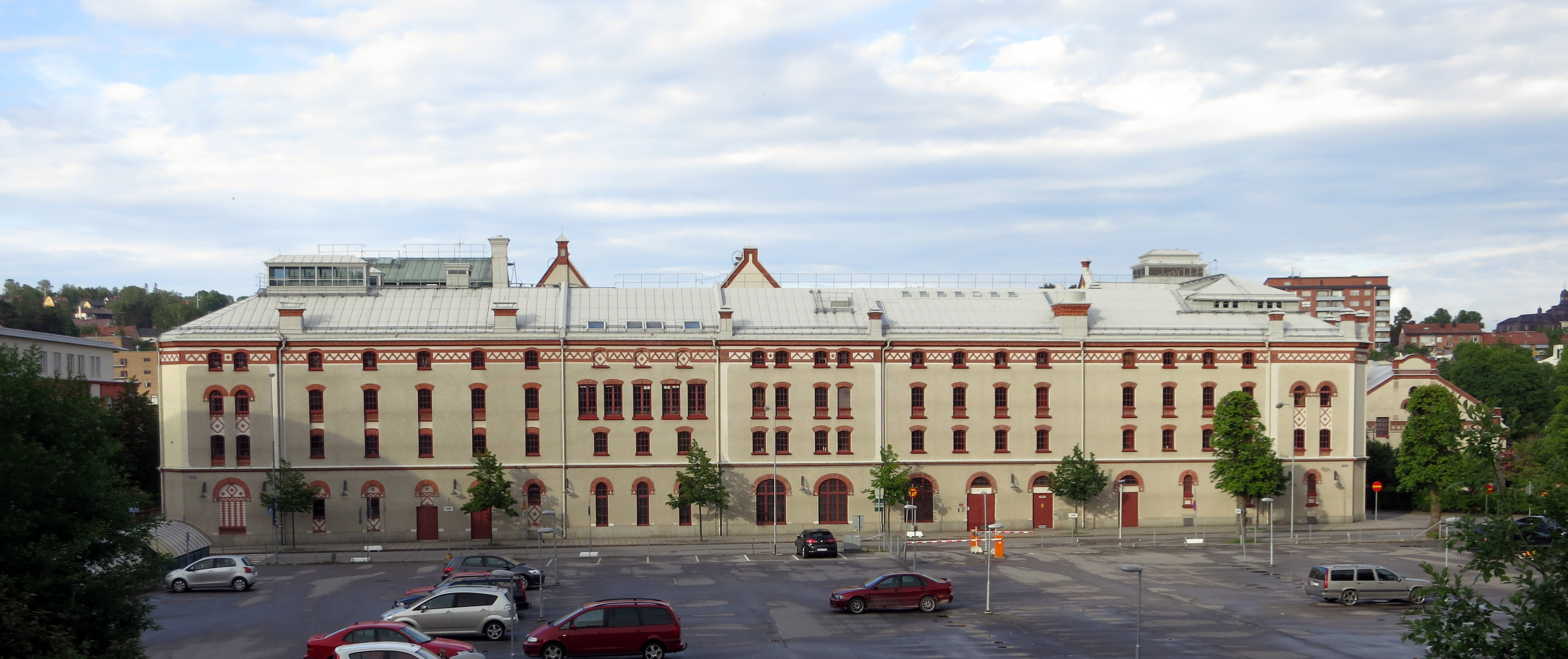
Det gamla bryggeriet utgör huvudkontorets västra del.

## Källa
- Astras huvudkontor, utgivet av Astra Zenecas informationsavdelning (utan årtal)